# 陰廟
陰廟是指主祀無主孤魂的廟。如有應公廟、萬應公廟、萬姓公廟、萬緣公廟、萬靈公廟、萬義公廟、萬善爺廟、大眾爺廟、百姓公廟、眾姓公廟、萬善同歸廟等（「公」、「爺」等字可用「媽」、「婆」等字替代）。
民眾通常在發現無名屍骸時建造陰廟奉祀，避免冤魂於地方作祟，若依照遺體的發現或處理方式，可分為水流公廟（發現於海邊或河岸）、金斗公廟（用金斗甕裝盛）、大墓公廟（建墓祭拜）等。
陰廟的格局多半較小，往往可見於江邊山畔，險阻之處。也常會建築在墳墓之上。另外焚獻的紙錢也常是「銀紙」，而非一般祭祀神祇使用的「金紙」，除了亡魂可用的刈金（或四方金、九金）、金白錢等。此類的廟宇可能會配祀土地公，有墓旁土地神之意味。
主祀陰界神明的廟宇，如城隍廟、地藏庵、東嶽殿、閻羅殿等，亦為正神陽廟，並非陰廟。兩者不可混淆。